# 148th Fighter Wing

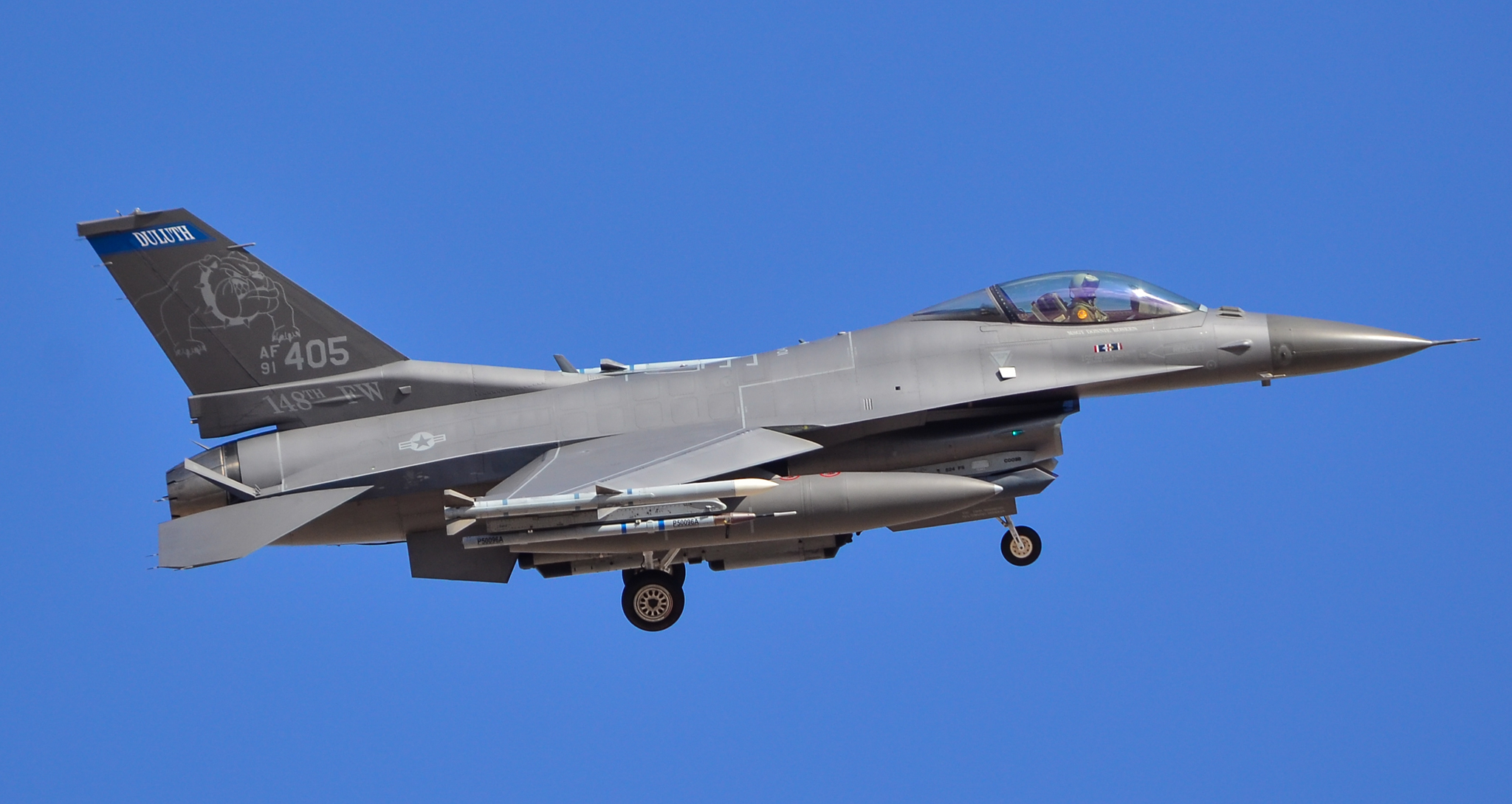
F-16C/D dello Stormo

Il 148th Fighter Wing è uno Stormo da caccia della Minnesota Air National Guard. Riporta direttamente all'Air Combat Command quando attivato per il servizio federale. 
Il suo quartier generale è situato presso la Duluth Air National Guard Base, Minnesota.

## Organizzazione
Attualmente, al settembre 2017, esso controlla:
- 148th Operations Group, striscia di coda blu con scritta DULUTH bianca
  - 148th Operations Support Flight
  -  179th Fighter Squadron - Equipaggiato con F-16C/D
- 148th Maintenance Group
  - 148th Aircraft Maintenance Squadron
  - 148th Maintenance Squadron
  - 148th Maintenance Operations Flight
- 148th Mission Support Group
  - 148th Civil Engineer Squadron
  - 148th Force Support Squadron
  - 148th Logistics Readiness Squadron
  - 148th Security Forces Squadron
  - 148th Communications Flight
- 148th Medical Group
- 148th Comptroller Flight